# Le mie università
Le mie università è un film del 1940, diretto da Mark Semënovič Donskoj. È il terzo film della trilogia dedicata dal regista alla figura di Maksim Gor'kij (gli altri due film sono 'L'infanzia di Gor'kij e Fra la gente).

## Trama
Russia, seconda metà del XIX secolo.
Il giovane Aleksej Maksimovič Peškov (Gor'kij) divide una stanza di un quartiere povero di Kazan' con lo studente Jurij Pletnëv, e sta cercando di prepararsi per affrontare gli esami di ammissione all'università. Tuttavia la scarsità di mezzi finanziari e difficoltà varie lo faranno giocoforza desistere dai suoi intenti: la vita ha in riserbo per lui un'istruzione di altro tipo, basata sull'esperienza.
Jurij, che ha rapporti clandestini con un gruppo di oppositori del regime, è ricercato dalla polizia, nella persona del gendarme Nikiforič, e deve lasciare in fretta e furia l'abitazione. In conseguenza di ciò anche Aleksej si ritrova in mezzo alla strada e si unisce ad un gruppo di senzatetto che vivacchiano in ricoveri di fortuna nelle vicinanze del porto fluviale sul Volga, in attesa di qualche lavoro occasionale. Lo spirito umanitario del giovane Gor'kij si risveglia quando, insieme ai suoi compagni, partecipa all'alacre lavoro della messa in sicurezza di alcune merci prelevate da un barcone che, in seguito ad una falla, stava affondando. Con il compenso di questo lavoro Aleksej, da tempo appassionato di letteratura e filosofia, acquista un volume di Schopenhauer.  Ma giunge l'inverno, e, insieme al calo della navigazione fluviale nelle acque ghiacciate, anche il lavoro viene meno.
Aleksej allora trova impiego presso il grande panificio di Vasilij Semënov, una losca figura di uomo che, stando ad alcune voci, aveva ucciso il suo precedente datore di lavoro per impossessarsi dell'azienda, che impiegava ora qualche decina di dipendenti. L'atmosfera all'interno dell'opificio è quantomeno particolare: vi lavorano uomini disillusi, spesso in contrasto fra loro e con il capo, verso il quale mostrano tuttavia, all'occorrenza, segni di rispetto; ed il giovane Yaška, un ragazzino generoso che prende subito Aleksej, di non troppi anni maggiore di lui, in simpatia. Semënov sostiene che i propri dipendenti sono figure quasi non umane in suo possesso, suscitando così l'opposizione del veemente Gor'kij (e l'acquiescenza degli altri lavoratori). Dopo alterne vicissitudini – che vedono Semënov, in ottemperanza alla propria visione della vita, corrompere alcuni ufficiali di polizia – Aleksej riesce a convincere i propri compagni di lavoro ad accantonare le proprie idiosincrasie e ad unirsi in una lotta con intenti comuni contro i soprusi del padrone, poiché, dice, "non è lui a dar da mangiare a voi, ma siete voi che lo nutrite ed ingrassate".
Nonostante questo buon risultato, e l'inizio della collaborazione con giornale dell'opposizione, giunge ad Aleksej la notizia della morte dell'amata nonna Akulina, che l'aveva accudito per tutta la sua prima infanzia. Inoltre Nikiforič, che aveva tentato invano di far passare Aleksej dalla parte degli informatori della polizia, gli riferisce la notizia dell'arresto di Jurij Pletnëv durante una dimostrazione studentesca. Nell'inverno (del 1887) il diciannovenne Gor'kij esce di casa, e dopo aver scambiato qualche parola con la guardia notturna, si spara due colpi di pistola al fianco.
I dottori lo danno per spacciato, ma Aleksej, grazie anche all'inaspettata e graditissima visita dei propri compagni di lavoro, trova anzi nuovi motivi per lottare contro la morte. Una volta completamente guarito, Aleksej riprende il suo vagabondaggio per le strade della Russia. Sotto un albero in una località di campagna egli incontra una donna in procinto di partorire, e l'aiuta. Gor'kij prende in braccio il neonato e saluta in lui l'avvenire glorioso della patria.

## Accoglienza
Un articolo del Guardian del 2011 pone all'ottavo posto di una classifica delle trilogie filmiche quella gorkiana di Donskoj.

## Riconoscimenti
- 1948: Premio speciale dei giornalisti ai i tre film della trilogia su Gor'kij (L'infanzia di Gor'kij, Fra la gente, e Le mie università) alla Mostra internazionale d'arte cinematografica di Venezia.
- 1954: Premio Richard Winnington ai i tre film della trilogia su Gor'kij all'Edinburgh International Film Festival[6].